# Molly Shannon
Molly Helen Shannon (urodzona 16 września 1964 w Shaker Heights) – amerykańska aktorka i scenarzystka.